# Maestro (Kaizers Orchestra)
Maestro è un album uscito il 15 agosto 2005 ad opera dei Kaizers Orchestra, gruppo norvegese originario di Bryne che con questo disco sono giunti alla loro terza prova discografica.
La strumentistica di questo gruppo - che molti critici hanno definito incalzante - fornisce un saggio di come sia possibile creare - all'interno di un genere musicale tutto sommato ancora poco diffuso - un suono allo stesso tempo dirompente e accattivante, tra suoni bassi garantiti da  organi e invenzioni appartenenti tipicamente al folklore.
Quest'ultimo lavoro avvicina il sestetto a un indie-rock più europeo e occidentale (che può rievocare per molti versi il raga-rock, senza perdere tonalità punk e prettamente folk.

In definitiva, si tratta - sempre a parere dei critici - di un disco completo, ancor più dirompente in termini di energia musicale delle due distribuzioni precedenti.

## Tracce
1. KGB
2. Maestro
3. Knekker Deg Til Sist
4. Senor Flamingos Adieu
5. Blitzregn Baby
6. Dieter Meyers Inst
7. Christiania
8. Delikatessen
9. Jaevel Av En Tango
10. Papa Har Lov
11. Auksjon (I Dieter Meyers Hall)
12. På Ditt Skift